# FG 08 Mutterstadt
Die Fußball Gesellschaft 1908 Mutterstadt e. V. ist ein Fußballverein mit Sitz in der Gemeinde Mutterstadt im Rhein-Pfalz-Kreis.

## Geschichte

### 20. Jahrhundert
Der Verein wurde im Jahr 1908 gegründet. Das erste Spielfeld entstand auf der Fohlenweide. Das erste Wachstum des Vereins wurde dann durch den Ausbruch des Ersten Weltkriegs gestoppt. In der Saison 1927/28 konnte die Mannschaft die Gaumeisterschaft feiern. Ein paar Jahre später gelang dann auch der Aufstieg in die Bezirksliga. Durch den Zweiten Weltkrieg wurde der Spielbetrieb 1943 eingestellt. Bereits im Jahr 1946 wurde der Verein dann wieder gegründet. Bereits im ersten Jahr gab es einen ersten Anlauf für den Aufstieg in die Landesliga. Im entscheidenden Spiel gegen die Mannschaft aus Mundenheim, gab es allerdings am Ende nur ein 1:1, womit der Aufstieg nicht geschafft wurde. Doch zumindest in der Saison 1947/48 spielte die Mannschaft dann in der Landesliga Vorderpfalz, der damals zweiten Ligaebene. Nach dieser Saison stieg der Verein mit 13:39 Punkten über den 13. Platz wieder ab. Im Jahr 1948 konnte die A-Jugend zudem noch einmal Pfalzmeister werden. Nach der Saison 1968/69 musste dann ein weiterer Abstieg hingenommen werden. Nach der Saison 1990/91 stieg die Mannschaft dann sogar in die B-Klasse ab. Im August 1993 wurde zudem noch ein neuer Sportpark eröffnet.

### 21. Jahrhundert
In der Saison 2003/04 trat die Mannschaft in der Bezirksliga Vorderpfalz an. Am Ende der Saison platzierte sich der Verein mit 37 Punkten auf dem zwölften Platz. Nach der Saison 2006/07 konnte dann der Meister-Titel mit 73 Punkten gefeiert werden. In der ersten Saison nach dem Aufstieg in die Landesliga Ost, konnte die Liga auf dem 14. Platz mit 31 Punkten noch gehalten werden. Doch bereits nach der Saison 2008/09 stand dann mit dem 16. und damit letzten Platz wieder der Abstieg in die Bezirksliga an. Nach der darauf folgenden Saison rutsche der Verein sogar am Ende der Spielzeit noch in die Abstiegsrelegation. Das Spiel gegen die TuS Billigheim/Mühlhofen konnte dann aber mit 3:1 gewonnen werden, womit die Klasse gehalten wurde. Nach dem dann in der Saison 2010/11 der dritte Platz am Ende der Saison eingefahren wurde, durfte die Mannschaft an einem Entscheidungsspiel um den zweiten Aufstiegsplatz teilnehmen. Das Spiel gegen den in der Liga Zweitplatzierten VfR Kandel wurde allerdings mit 0:4 verloren. Bis heute spielt der Verein noch in der Bezirksliga.
Eine B-Junioren Mannschaft trat dann noch im Dezember 2008 beim Meckle-Cup in Pirmasens an. Am 12. Januar 2014 nahm ebenfalls noch eine B-Junioren Mannschaft an einem Turnier teil.

## Bekannte Spieler
- Soner Uysal (Jugend)